# Jardín Botánico y Arboretum de la Universidad de Bergen
El Jardín Botánico y Arboretum de la Universidad de Bergen (Arboretet og Botanisk hage Universitetet i Bergen), es un jardín botánico y un arboretum asociado que se encuentran en Milde, cerca de Bergen y están administrados por la Universidad de Bergen (UiB), Noruega. Son miembros del BGCI, presentando trabajos para la Agenda Internacional para la Conservación en los Jardines Botánicos, su código de identificación internacional es BG.

## Localización
Se encuentran situados en una zona idílica en Milde próximo al Fanafjord, al sur de Bergen. 
Arboretet og Botanisk hage Universitetet i Bergen Mildevei 240, N-5259 Hjellestad, Milde, Bergen, Noruega.60°15′25.690″N 5°16′12.979″E / 60.25713611, 5.27027194

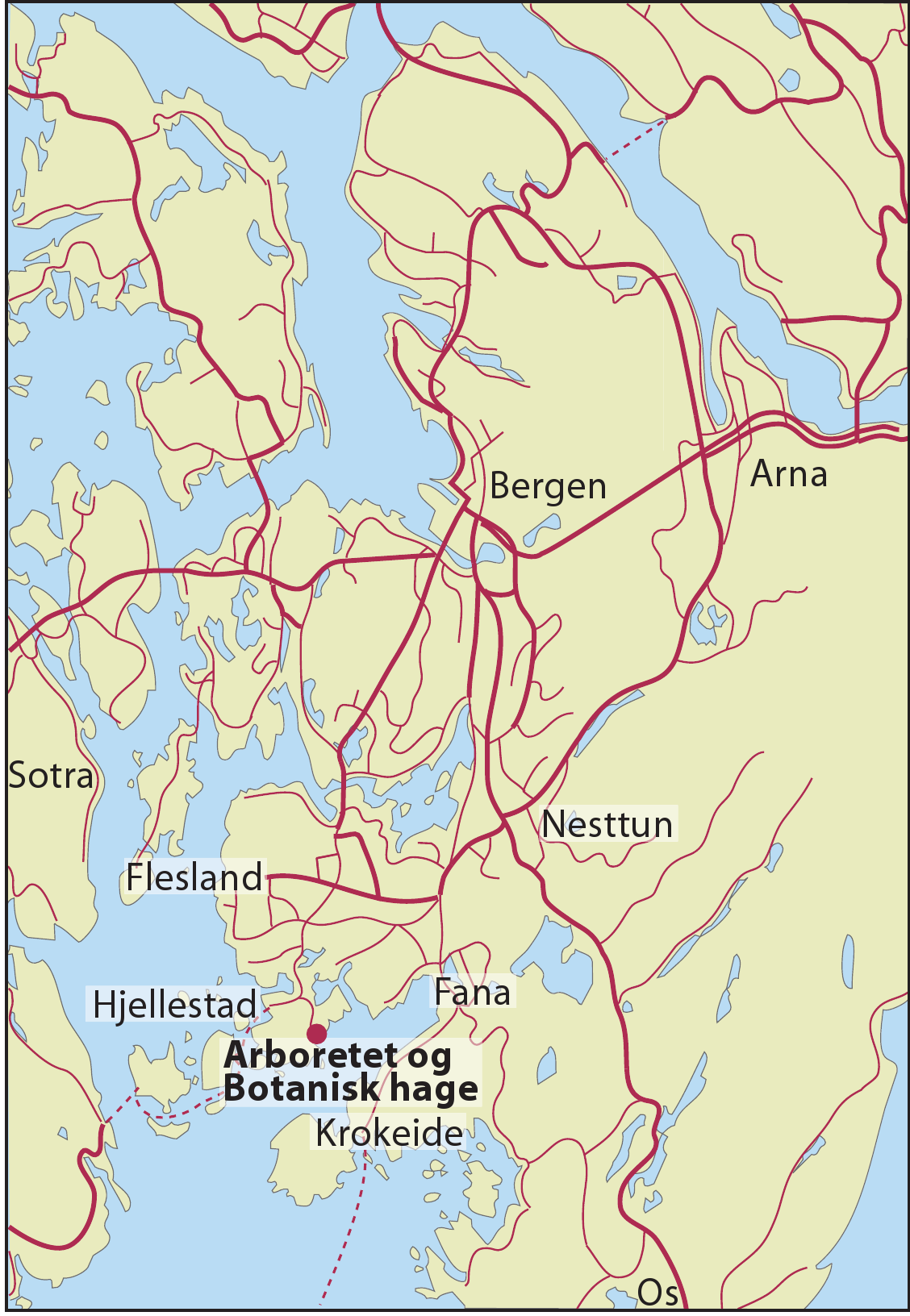
El Arboretum y Jardín Botánico están situados justo al sur de la península de Bergen.

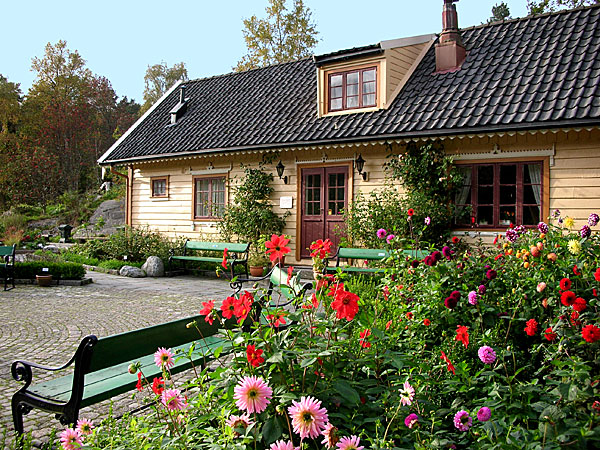
La casa del encaje, es una sala de café y de la comunidad ubicada en el Arboreto y Jardín Botánico

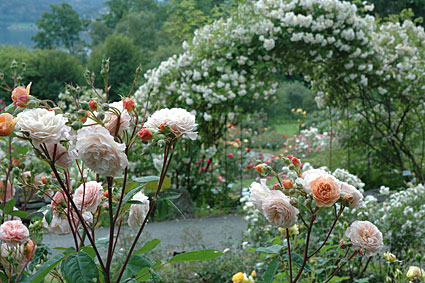
Rosaleda en plena floración

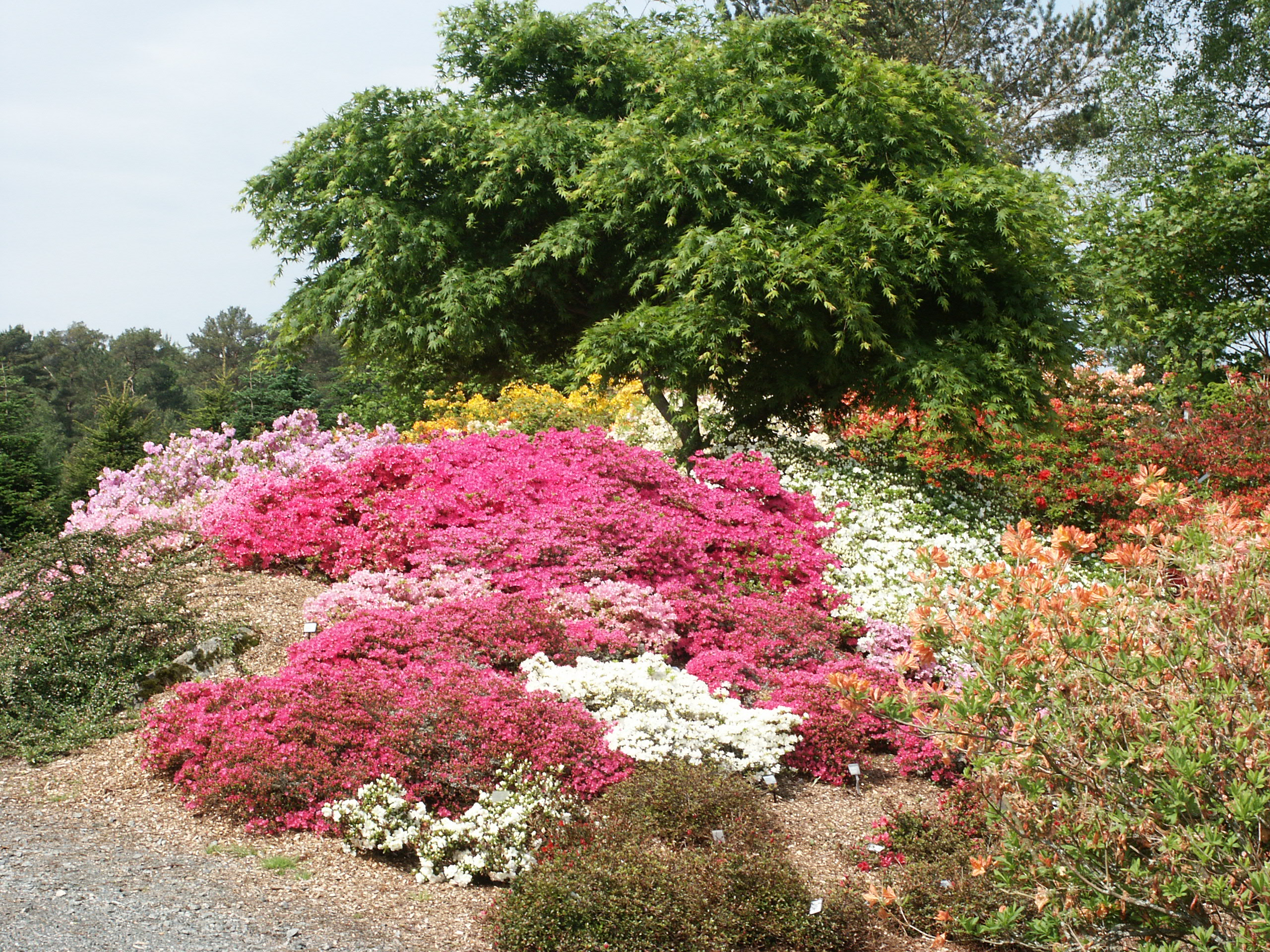
El "norske arboretet" en Milde

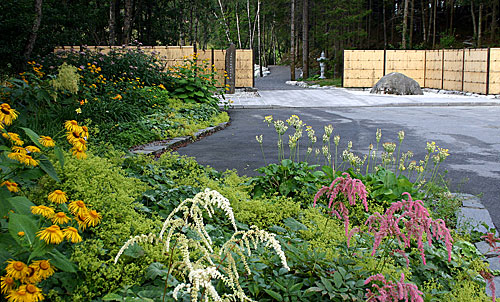
El jardín japonés en el Jardín Botánico

### Arboreto
Las colecciones del arboreto (« Det norske arboretet ») se reunieron por iniciativa de Fritz C. Rieber. Siendo inaugurado el 27 de mayo de 1971 por el rey Harald V de Noruega. Consta de las siguientes secciones: 
- Rosariet (Rosaleda) es el Valle "Naustdalen", y está organizado en tres partes:

- La Rosaleda de rosas modernas, todas ellas adecuadas para la costa oeste.
 
- La rosaleda de rosas históricas con las rosas que se reunieron a partir de viejos jardines.
 
- La colina de rosas silvestres, con rosas silvestres de todo el mundo organizada por el parentesco.

- Rhododendron en esta zona los Rhododendron están dispuestos en dos colecciones: una sección con especies recolectadas en Nydalen (la carretera), con alrededor de 600 especies que se cruzan en los viveros. Y una colección de especies dentro del bosque "Mørkevannet" (agua oscura), donde las especies silvestres de todo el mundo están dispuestas de manera sistemática. Es una de las colecciones más completas de Escandinavia
- Lynghagen fue dada como un regalo el 21 de agosto de 1996, por la asociación de amigos del arboreto en relación con el 25 cumpleaños del "norske arboret" (Arboreto de Noruega). Aquí nos encontramos brezos de todo tipo, y florecen casi todo el año.
- Blondehushagen es una colección de plantas de jardín histórico. La mayoría se encontraban en los jardines de la costa oeste antes de 1900.
- Trær og busker fra andre verdensdeler (Los árboles y arbustos de otras partes del mundo). En gran parte del jardín botánico, las plantas se ordenan geográficamente. Árboles y arbustos de Europa desde el estacionamiento de Dalsmyra y en el "Mørkevannet" (agua oscura). Árboles y arbustos de Asia al este del "Mørkevannet" (norte y sur de la colección de especies de rhododendron). Árboles y arbustos de América del Sur, las plantas del hemisferio sur entre el efecto invernadero y la administración.

### Jardín Botánico
Este jardín botánico alberga unos 5000 taxones de plantas procedentes en su mayoría de las regiones de clima templado de todo el mundo. El jardín está ordenado geográficamente por continente, donde las plantas tienen su origen natural. 
El jardín botánico fue antiguamente el jardín en torno a las colecciones del museo de Historia Natural en Nygårdshøyden en el centro de la ciudad. Desde esta área de 10 hectáreas que no era suficiente, se decidió trasladar el jardín al Arboreto de Noruega en Milde. El nuevo Jardín Botánico fue inaugurado en 21 de agosto de 1996 con ocasión del 25 cumpleaños del "norske arboret", y consta de una extensión de aprox. 70 hectáreas, principalmente de hierbas y se divide en diferentes secciones: 
- Solåkeren exposición de plantas con una gran colección de variedades de los géneros de las familias Caprifoliaceae y Oleaceae, y una colección de Narcissus. Muestra una gran variedad de flores de jardín anuales en verano. El Jardín Botánico fue inaugurado el 21 de agosto de 1996, cuando el jardín exposición Solåkeren, y la primera exposición de flores del verano se encontraba en su momento más hermoso. Se levantaron algunos muros, y cancelas de hierro forjado. Además, se ha construido un aparcamiento y plantado alrededor de él. El jardín de plantas tiene una exposición denominada jardín de la Reina de Oseberg con las plantas que pueden estar vinculadas a los resultados de la nave de Oseberg. También hay una exposición de variedades de papas, y exposiciones temporales con otros cultivos

- Rocalla, inaugurada en 2001 con plantas alpinas. El jardín también cuenta con un departamento separado para cultivar comercialmente plantas alpinas, así como cascadas y charcas con carpas.

- Jardín japonés fue inaugurado en mayo de 2008. Fue diseñado y creado por el renombrado arquitecto paisajista japonés Kobayashi Haruto, siendo un jardín japonés de la amistad entre Japón y Noruega. Su construcción se inició en el 2005 con motivo de la celebración del 100º aniversario del establecimiento de relaciones diplomáticas entre Japón y Noruega. El jardín japonés tiene solo las plantas de origen japonés, y los cerezos en flor como tema principal. Moisés, la piedra y la iluminación son elementos importantes en el jardín del Japón.

- Fægris vannvisjon (o Historia Natural Mildevatnets) inaugurada en el 2005, donde se nos muestra la gran diversidad de especies vegetales en y alrededor del agua dulce.

En el 2007, se plantó un árbol en la entrada principal como punto de partida para llegar a los jardines temáticos. Jardín nuevo crecimiento en el área del jardín es un área apasionante con un beneficio viejo y lo nuevo y las plantas cultivadas.